# Gueto de Riga
El gueto de Riga cubría una pequeña área en Maskavas Forštate, un barrio de Riga, la capital de Letonia, designado por los nazis para concentrar a los judíos de Letonia, y posteriormente a otros deportados provenientes de Alemania, durante la Segunda Guerra Mundial. 
El 25 de octubre de 1941, los nazis trasladaron a todos los judíos de Riga y de sus alrededores al gueto mientras los habitantes no judíos fueron expulsados de la zona. La mayoría de los judíos de Letonia (unos 24.000) fueron asesinados entre el 30 de noviembre y el 8 de diciembre de 1941 en la masacre de Rumbula. Los nazis transportaron un gran número de judíos alemanes al gueto, la mayoría de ellos murieron más tarde en las masacres.
Si bien el gueto de Riga comúnmente se conoce como una sola entidad, en verdad hubo varios "guetos". El primero fue el gueto grande de los judíos letones. Después de la masacre de Rumbula, los judíos sobrevivientes letones fueron concentrados en un área más pequeña dentro del gueto original, que se conoció como el gueto "pequeño". El pequeño gueto estaba dividido en secciones para hombres y mujeres. El área del gueto no asignada al gueto pequeño, se reasignó a los judíos que eran deportados de Alemania, a tal sector se le conocía como el gueto alemán.
Fue dirigido por el capitán de las SS Eduard Roschmann, el carnicero de Riga, que también fue responsable también del Campo de concentración de Kaiserwald, a las afueras de la ciudad.

## Restricciones impuestas a los judíos
A comienzos de julio de 1941 el ejército alemán ocupó Riga y todo el país, comenzando a aplicar las primeras medidas y ataques contra los judíos, para lo cual contó con la colaboración de parte de la población civil letona. A pocos días de haber ocupado la ciudad organizó la quema de todas las sinagogas de la ciudad.
Los alemanes emitieron una serie de decretos que afectaban directamente a los judíos, prohibiéndoles el tránsito por lugares públicos, incluidos parques y piscinas, y obligándoles a portar siempre una estrella amarilla de seis puntas en su ropa, arriesgando la muerte en caso de no hacerlo, imponiéndose luego la obligación de llevar una segunda estrella para facilitar su identificación entre la multitud, pues no se les permitía usar las aceras. Los judíos recibían, además, sólo la mitad de la ración alimentaria de un ciudadano no judío.
Se estableció una "Oficina de Asuntos Judíos", la cual comenzó a aplicar políticas inspiradas en la Leyes de Núremberg, las cuales preveían la prohibición de matrimonios entre judíos y no judíos, conminando al divorcio a los matrimonios ya establecidos y en caso de no aceptar se les obligaba a la esterilización. Paralelamente se les prohibió a los médicos judíos tratar a no judíos, y a médicos no judíos tratar judíos.

## Establecimiento del gueto

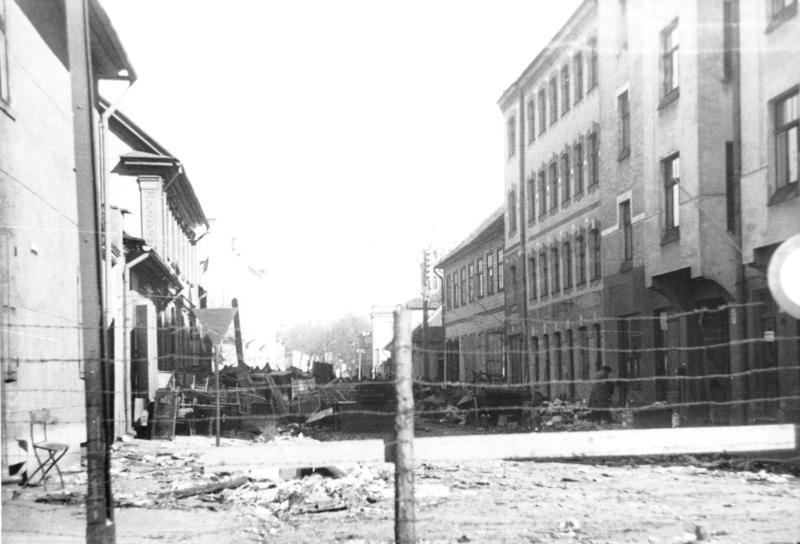
Gueto de Riga.

El 21 de julio de 1941, el comando de ocupación de Riga decidió concentrar a los trabajadores judíos en un gueto. Todos los judíos fueron registrados y se creó un Judenrat (Consejo Judío), tal como se hacía en otros guetos. Siendo elegidos para el consejo, algunos de los más destacados judíos de la ciudad, entre los que se contaba a Eljaschow, Blumenthal y Minsker. Los miembros del Consejo recibieron grandes bandas blancas con una estrella de David azul en ellos, que les dio el derecho a utilizar las aceras y a conducir automóviles.
El 23 de octubre de 1941, las autoridades de ocupación emitieron una orden obligaba a trasladar a todos los judíos, el 25 de octubre de 1941, a Forštate Maskavas (en castellano, suburbio Moscú) un barrio de Riga. Como resultado, alrededor de 30.000 judíos fueron concentrados en una pequeña área de 16 cuadras, cercadas con alambre de púas. Cualquier persona que se acercara demasiado a la alambrada era baleada por los guardias letones estacionados alrededor del perímetro del gueto. La guardia letona, que era comandada por la policía alemana de Danzig, estaba autorizada a disparar al azar durante la noche.
Mientras que los judíos eran reubicados en el gueto, los nazis confiscaban sus propiedades y les robaban bienes, pues a estos se les permitió tomar muy poco para el gueto, y lo que quedaba fuera, permanecía bajo el control de una autoridad de la ocupación conocida como la Oficina de Administración Fiduciaria (en alemán, Treuhandverwaltung). Trenes enteros cargados con bienes robados a los judíos fueron enviados a Alemania. Mientras que aquello que pasaba por alto para los alemanes, era robado por la policía letona, considerándolo como una forma de compensación por participar en los asesinatos.

## Asesinatos en masa

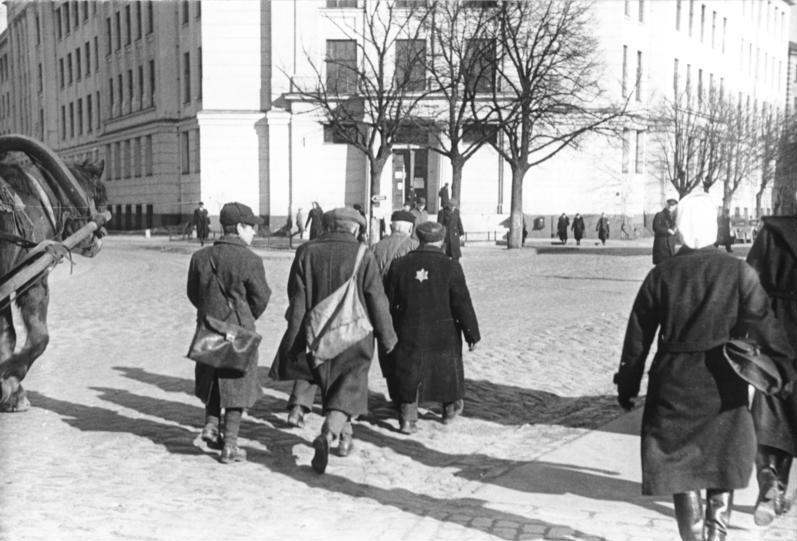
Fotografía de 1942 mostrando a judíos en Riga forzados a usar la Estrella de David y a quienes de les prohibía usar las aceras

En septiembre de 1941, Adolfo Hitler, a instancias de Reinhard Heydrich y Joseph Goebbels, había decretado la expulsión de los judíos de Alemania hacia el este. Si bien el destino previsto inicialmente era Minsk, dada su sobrepoblación, los trenes de deportación más fueron desviados a Riga, la cual también superaba su capacidad.
Entre el 30 de noviembre y el 9 de diciembre de 1941, los nazis ejecutaron a unos 27.500 judíos letones del gueto en fosas pre-cavado en los bosques cercanos a Rumbula, en lo que se conoce como la masacre de Rumbula. El gueto grande había tenido una existencia de tan sólo 37 días. Sólo unos 4.500 trabajadores calificados de las unidades de trabajo masculinas sobrevivieron, siendo confinados en el "ghetto pequeño", junto a cerca de 500 mujeres, que habían sido clasificados como costureras.
El primer transporte con 1.053 judíos de Berlín llegó a la estación de trenes Skirotava de Riga el 30 de noviembre de 1941. Todas las personas fueron asesinadas ese mismo día en el bosque de Rumbula. En los siguientes cuatro trenes que llegaron aproximadamente 4.000 personas, quienes fueron alojadas en un patio vacío, llamados campos de concentración provisionales Jungfernhof, por orden del SS-Brigadeführer y comandante de los Einsatzgruppen A, Walter Stahlecker.

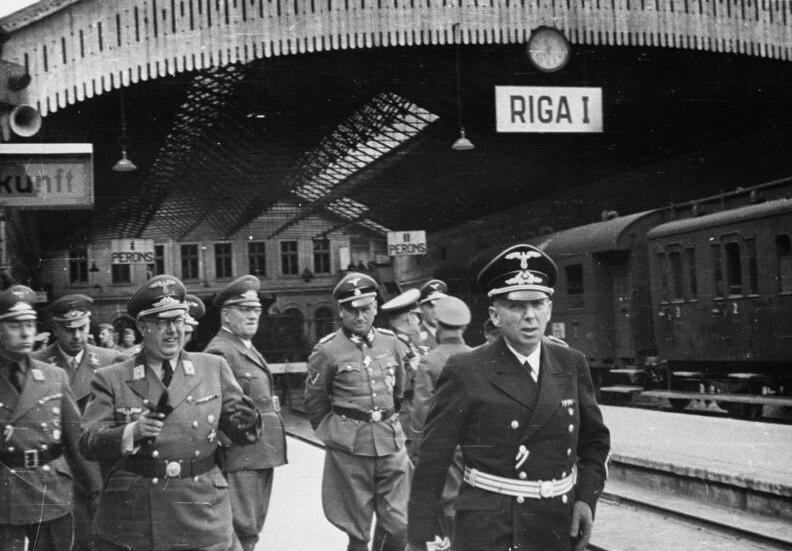
El Reichskommissar Hinrich Lohse (tercero por la izquierda) junto a otros oficiales alemanes en la Estación Central de Riga, el 15 de febrero de 1944.

## Instalación del gueto "pequeño"
Después de los asesinatos en masa en Rumbula, los sobrevivientes fueron instalados en el pequeño gueto. Mientras que por todo Riga se habían colocado carteles, señalando que "Cualquier persona que informe a las autoridades sobre una persona sospechosa, o un judío escondido, recibirá una gran suma de dinero, y muchos otros gratificaciones y privilegios" Se crearon además pasaportes internos para identificar a la población, los cuales eran solicitados, por ejemplo, para solicitar una receta médica. Fue nombrado como comandante nazi del pequeño gueto un oficial de apellido Stanke, quien también había participado en la liquidación del gueto grande, siendo asistido por un letón llamado Dralleo, que se ganó una reputación de brutalidad entre los judíos. Tal como en el gueto grande, el perímetro estaba vigilado también por guardias letones.

## Obras
- Hilde Sherman: Entre luz y tinieblas, Cali 1982, ISBN 9589513719